# Кингстон-авеню — Труп-авеню (линия Фултон-стрит, Ай-эн-ди)
|   |     |     |     |     |   |
| · | · л | · э | · э | · л | · |

|   |     |     |     |     |   |
| · | · л | · э | · э | · л | · |

«Кингстон-авеню — Труп-авеню» (англ. Kingston–Throop Avenues) — станция Нью-Йоркского метрополитена, расположенная на линии Фултон-стрит, Ай-эн-ди. Станция находится в Бруклине, в районе Уиксвиль, под Фултон-стрит между Кингстон-авеню и Труп-авеню. На станции останавливаются маршруты A (ночью) и C (круглосуточно, кроме ночи). Станцию проходит без остановки маршрут A (круглосуточно, кроме ночи).
Станция представлена четырьмя путями и двумя боковыми платформами, обслуживающими только локальные пути. Станция отделана в жёлтых тонах. Помимо чёрных табличек на колоннах название станции представлено ещё и на стенах в виде мозаики.
Станция имеет два выхода, расположенные с концов платформ. Западный выход приводит к перекрестку Фултон-стрит с Кингстон-авеню. Восточный (основной) — с Труп-авеню. Все турникетные павильоны расположены на уровне платформ.